# Дрекеті (футбольний клуб)
Футбольний клуб «Дрекеті» або просто «Дрекеті» (англ. Dreketi Football Club) — фіджійський напівпрофесіональний футбольний клуб з однойменного міста, який виступає у Національній Футбольній Лізі. Дрекеті є також районом провінції Макуата, що знаходиться на острові Вануа Леву. На формі клубу присутні вертикальні білі та чорні смуги.

## Історія
Футбольна Асоціація Дрекеті була заснована у 1995 році, її президентом став Прем Чанд. Зараз команду тренує Йоган Ліваї. Друга найсильніша команда Північного Фіджі.

## Склад команди
Станом на 2015 рік
| №  | Поз. | Нац.  | Гравець           |
| -- | ---- | ----- | ----------------- |
| 1  | ВР   | Фіджі | Рональд Кумар     |
| 2  | ПЗ   | Фіджі | Абінеш Чанд       |
| 3  | ЗХ   | Фіджі | Дік Калугата      |
| 4  | ПЗ   | Фіджі | Мохамед Заїд      |
| 5  | ЗХ   | Фіджі | Ілісоні Лолайвалу |
| 6  | ПЗ   | Фіджі | Шавніл Чанд       |
| 7  | ПЗ   | Фіджі | Вікрант Чандра    |
| 8  | ЗХ   | Фіджі | Махендра Лал      |
| 9  | ПЗ   | Фіджі | Пені Сокія        |
| 10 | НП   | Фіджі | Вілікеса Соване   |
| 11 | НП   | Фіджі | Рохіт Чанд        |

| №  | Поз. | Нац.  | Гравець             |
| -- | ---- | ----- | ------------------- |
| 12 | ЗХ   | Фіджі | Кушал Найкер        |
| 13 | ПЗ   | Фіджі | Аутіко Тімурі       |
| 14 | ЗХ   | Фіджі | Крішніл Крішна      |
| 15 | ЗХ   | Фіджі | Сіса Валесуа        |
| 16 | ЗХ   | Фіджі | Томас Штайнер       |
| 17 | НП   | Фіджі | Немані Канакагі     |
| 18 | ПЗ   | Фіджі | Сетарекі Соковаса   |
| 19 | ЗХ   | Фіджі | Епісаломе Турува    |
| 19 | НП   | Фіджі | Санайла Ваканікакау |
| 19 | ВР   | Фіджі | Шаніл Найду         |
| 19 | ВР   | Фіджі | Петеро Намоке       |